# Districtul Mendes
Mendes este un district din provincia Relizane, Algeria.